# 155 mm haubica mle 1904
Obusier de 155 mm CTR modèle 1904 – francuska haubica zaprojektowana przed I wojną światową.
Haubica mle 1904 powstała na początku XX wieku jako działo stromotorowe, przeznaczone stricte do prowadzenia walki manewrowej. Dlatego też podstawowym założeniem podczas jej projektowania było zapewnienie możliwie najszybszego zajęcia stanowiska do strzału. Głównym konstruktorem działa był płk. Emile Rimailho, twórca słynnej armaty mle 1897.
Do roku 1914 powstało ok. 100 haubic tego wzoru. Wybuch I wojny światowej i realia wojny pozycyjnych szybko zweryfikowało przydatność haubic mle 1904. W maju 1915 roku po drugiej bitwie pod Artois uznano, że mała szybkostrzelność haubic mle 1904 uniemożliwia przeprowadzenie skutecznego przygotowania artyleryjskiego, które poprzedzałoby natarcie piechoty na okopy nieprzyjaciela. Wobec tego na wyposażenie armii francuskiej przyjęto haubice mle 1915, a potem także mle 1917 Schneider, które zastąpiły stare działa mle 1904.